# Emil Haslund
Peter Emil Vilhelm Haslund (14. april 1911 – 23. marts 1986) var en dansk modstandsmand.
Emil Haslund var smedelærling og avancerede under besættelsen til leder af modstandsgruppen BOPAs våbenværksted, der var en afdeling under "Afsnit 8M, Kompagni K.K.", hvis leder var Jørgen Jespersen (kaldet "K.K.").
Han blev gift med Ulla Teglers, som var søster til Hans Edvard Teglers fra modstandsgruppen Holger Danske. Haslund var desuden morbroder til Per Mortensen, som også var aktiv i BOPA.
Emil Haslund havde efter besættelsesårene en civil beskæftigelse i firmaet Cylinder, som han etablerede sammen med Eigil Skov Jørgensen ("Foss"). Skov Jørgensen havde været ansvarlig for Holger Danskes våbenværksted.